# Je verrai toujours vos visages
Je verrai toujours vos visages is een Franse film uit 2023, geregisseerd en geschreven door Jeanne Herry.

## Verhaal
In Frankrijk worden sinds 2014 herstelrechtmaatregelen aangeboden aan slachtoffers van diefstal, verkrachting en daders om de dialoog aan te gaan. Dit wordt begeleid zowel door professionals als door vrijwilligers. De film toont de ontmoetingen tussen veroordeelde mannen en hun slachtoffers en alle voorbereidingen voor deze bijeenkomsten, die integraal onderdeel zijn van het proces van herstelrechtmaatregelen, geleid door Judith, Fanny en Michel. De film volgt vier slachtoffers (Sabine, Grégoire, Nawelle en Chloé) die betrokken zijn bij verschillende misdrijven: respectievelijk inbraak, inbraak, beroving en incestueuze verkrachting. De evolutie van de slachtoffers gaat gepaard met die van de daders en deze evoluties leiden soms tot herstel.

## Rolverdeling
| Acteur                 | Personage     |
| ---------------------- | ------------- |
| Birane Ba              | Issa          |
| Leïla Bekhti           | Nawelle       |
| Anne Benoît            | Yvette        |
| Dali Benssalah         | Nassim        |
| Élodie Bouchez         | Judith        |
| Suliane Brahim         | Fanny         |
| Jean-Pierre Darroussin | Michel        |
| Adèle Exarchopoulos    | Chloé Delarme |
| Gilles Lellouche       | Grégoire      |
| Miou-Miou              | Sabine        |

## Release
Je verrai toujours vos visages ging op 29 maart 2023 in première. De film ontving in januari 2024 negen nominaties voor de Franse Césars.

## Prijzen en nominaties
De belangrijkste:
| Jaar | Prijs  | Categorie                   | Genomineerde(n)                                          | Uitslag     |
| ---- | ------ | --------------------------- | -------------------------------------------------------- | ----------- |
| 2024 | Césars | Beste film                  | Beste film                                               | Genomineerd |
| 2024 | Césars | Beste regisseur             | Jeanne Herry                                             | Genomineerd |
| 2024 | Césars | Beste actrice in een bijrol | Leïla Bekhti                                             | Genomineerd |
| 2024 | Césars | Beste actrice in een bijrol | Élodie Bouchez                                           | Genomineerd |
| 2024 | Césars | Beste actrice in een bijrol | Adèle Exarchopoulos                                      | Gewonnen    |
| 2024 | Césars | Beste actrice in een bijrol | Miou-Miou                                                | Genomineerd |
| 2024 | Césars | Beste origineel script      | Jeanne Herry                                             | Genomineerd |
| 2024 | Césars | Beste montage               | Francis Vesin                                            | Genomineerd |
| 2024 | Césars | Beste geluid                | Rémi Daru, Guadalupe Cassius, Loïc Prian en Marc Doisine | Genomineerd |